# Alphitobius leleupi
Alphitobius leleupi – gatunek chrząszcza z rodziny czarnuchowatych i podrodziny Tenebrioninae.
Gatunek ten został opisany w 1953 roku przez Carla Kocha, który jako miejsce typowe wskazał masyw Kundelungu.
Czarnuch o głowie z canthusem policzków wystającym na zewnątrz poza obrys oczu. Przedplecze ma najszersze pośrodku, bardziej płaskie niż A. karrooensis i drobniej punktowane, opatrzone słabym poprzecznym wgłębieniem. Krawędzie boczne przedplecza są zaokrąglone ku kątom tylnym. Pokrywy jajowate.
Chrząszcz afrotropikalny, znany z Konga i Kenii.